# Seralj

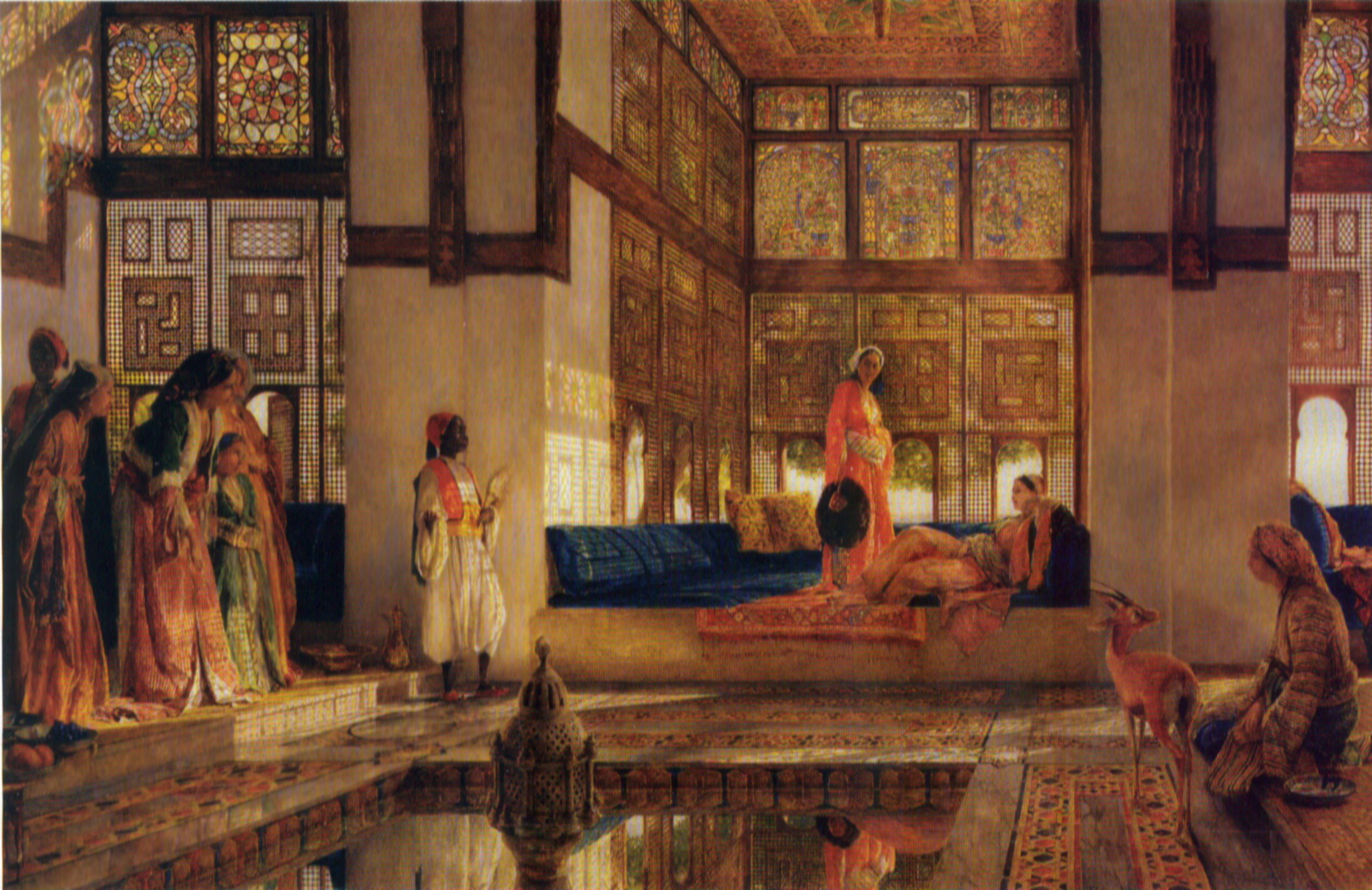
Målning föreställande kvinnor i seralj, av John Frederick Lewis, 1873.

Seralj eller seraglio är de delar av ett osmanskt hushåll som är avsedda enbart för kvinnor. Ordet kommer från en italiensk variant av persiskans saraʾi (سرای), som betyder "palats" eller "harem". Begreppet skiljer sig dock från ordet harem, även om harem också syftar på en del av palatset särskilt avsedd för fruar och konkubiner, har det dessutom kommit att användas för att beskriva kvinnorna själva.